# 船小屋観光橋

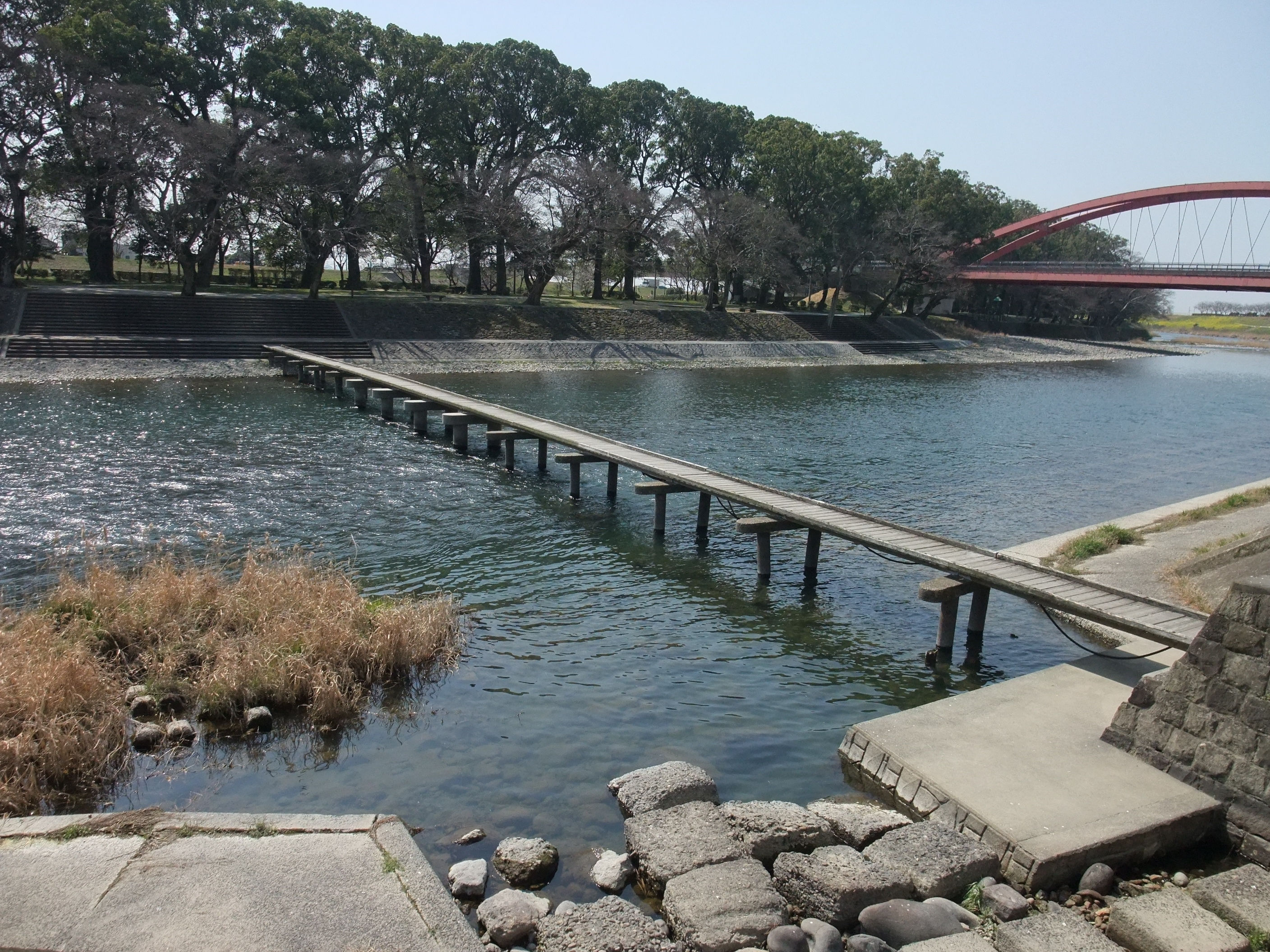
ガタガタ橋

船小屋観光橋（ふなごやかんこうきょう）は福岡県の矢部川に架かる流れ橋。1963年（昭和38年）に船小屋温泉と対岸の中ノ島公園を結ぶ散策路として架けられた。筑後市とみやま市にまたがる木製の橋で、歩くとガタガタと鳴ることから、「ガタガタ橋」「がたがた橋」と呼ばれている。橋は橋桁と鉄製のロープで結ばれ、大雨で浮くようになっている。橋長59.5m、幅1.2m、水面からの高さ1.4m。
2007年（平成19年）の大雨で流され、橋脚が残っている。